# Nicola Bonifacio Logroscino
Nicola Bonifacio Logròscino (Bitonto, 22 ottobre 1698 – Palermo, 1764 o 1765) è stato un compositore italiano.

## Biografia
Nel giugno del 1714 fu ammesso assieme al fratello minore Pietro al Conservatorio di Santa Maria di Loreto di Napoli, dove fu allievo di Giovanni Veneziano e Giuliano Perugino. Logroscino rimase nella scuola sino al 1727; durante questo periodo ricoprì probabilmente il posto di mastricello. Il 1º ottobre 1727 ambedue i fratelli furono espulsi con un decreto emesso dai governatori del conservatorio per alcune loro male qualità (per aver tenuto un comportamento non adeguato). Pietro fu tuttavia riammesso, non però il fratello. Nel maggio 1728 Nicola diventò organista presso l'arcivescovato di Conza, posto che tenne sino al giugno del 1731, quando tornò a Napoli per sposarsi nel novembre dello stesso anno.
Nel 1730 abbiamo la sua prima composizione, ossia l'oratorio Il mondo trionfante nella concezione di Maria sempre Vergine, rappresentato nei pressi di Brno alla corte del cardinale von Schrattenbach. Nel 1735 fu messa in scena al Teatro della Pace di Napoli la sua prima opera buffa, Lo creduto infedele. Seguirono altre due lavori comici, Tanto ben che male e Il vecchio marito, ma il suo primo grande successo fu nel 1738 a Roma al Teatro delle Dame con il dramma Il Quinto Fabio. Da questo momento in poi inizierà un'intensa attività operistica, nella quale scriverà un copioso numero di opere comiche, soprattutto per il Teatro dei Fiorentini e il Teatro Nuovo della città partenopea. La sua fama iniziò a declinare dal 1757-58, quando Niccolò Piccinni prese il suo posto di "compositore preferito" nell'ambito dell'opera buffa napoletana. Il 1º settembre 1758 si trasferì a Palermo per andare a occupare la posizione prestigiosa di maestro di cappella al collegio dei Figliuoli dispersi, succedendo nell'incarico a P. Savoia.
Concluse la sua ventennale attività di operista con il dramma giocoso La gelosia, lavoro che andò scena postumo nell'autunno del 1765, dato che il compositore morì tra 30 novembre 1764 e il 12 gennaio 1765.

## Considerazioni sull'artista
La sua vita presenta tuttora molte parti oscure proprio perché non è stato ancora effettuato un accurato studio sulla sua biografia. Logroscino fu sempre considerato un importante compositore d'opere, soprattutto comiche. La sua iniziò a crescere da dopo il 1738 e il genio operistico tra il 1744, quando morì Leonardo Leo, e il 1754, quando Piccinni iniziò a imporsi nei teatri operistici napoletani, non ebbe rivali a Napoli.
Tutt'oggi la sua musica deve essere ancora in gran parte riportata alla luce, quindi non è possibile ancora tracciare una valutazione del suo stile.

## Lavori

### Opere
Sono note 43 opere di Logroscino; l'anno e la città si riferiscono alla prima rappresentazione.
- Lo creduto infedele (opera buffa, libretto di Antonio Palomba, Napoli, 1735)
- Tanto ben che male (tra il 1735 e il 1738, Napoli)
- Il vecchio marito (tra il 1735 e il 1738, Napoli)
- Il Quinto Fabio (dramma per musica, libretto di Antonio Salvi, 1738, Roma)
- Inganno per inganno (opera buffa, libretto di Gennaro Antonio Federico, 1738, Napoli)
- La violante (opera buffa, libretto di Antonio Palomba, 1741, Napoli; rielaborazione de L'amor costante di Pietro Auletta)
- Amore ed amistade (opera buffa, 1742, Napoli)
- La Lionora (opera buffa, libretto di Gennaro Antonio Federico, 1742, Napoli)
- Adriano (dramma per musica, libretto di Pietro Metastasio, 1742)
- Il Riccardo (opera buffa, 1743, Napoli)
- Festa teatrale per la nascita del Reale Infante (1ª parte) (festa musicale, 1743, Napoli; 2ª parte composta da Gennaro Manna)
- Il Leandro (opera buffa, libretto di Antonio Villani, 1743, Napoli)
- Ciommettella correvata (opera buffa, libretto di Pietro Trinchera, 1744, Napoli; ripresa come Lo Cicisbeo, 1751, Napoli)
- Li zite (opera buffa, libretto di Pietro Trinchera, 1745, Napoli)
- Don Paduano (opera buffa, libretto di Pietro Trinchera, 1745, Napoli)
- Il governatore (opera buffa, libretto di Domenico Canicà, 1747, Napoli)
- La Costanza (opera buffa, libretto di Antonio Palomba, 1747, Napoli)
- Il Giunio Bruto (dramma per musica, libretto di Mariangela Passeri, 1748, Roma)
- La contessa di Belcolore (intermezzo, libretto di Niccolò Carulli, 1748, Firenze)
- Li despiette d'ammore (1º e 2º atto) (opera buffa, libretto di Antonio Palomba, 1748, Napoli; 3º atto di Nicola Calandro)
- A finta frascatana (opera buffa, libretto di Gennaro Antonio Federico, 1751, Napoli; rielaborazione de L'amor vuol sofferenza di Leonardo Leo)
- Amore figlio del piacere (opera buffa, libretto di Antonio Palomba, 1751, Napoli; in collaborazione con Giuseppe Ventura)
- Lo finto Perziano (opera buffa, libretto di Pietro Trinchera, 1752, Napoli)
- La Griselda (opera buffa, libretto di Antonio Palomba, 1752, Napoli)
- La pastorella scaltra (intermezzo, 1753, Roma)
- L'Elmira generosa (opera buffa, libretto di Pietro Trinchera, 1753, Napoli; in collaborazione con Emanuele Barbella)
- L'Olimpiade (dramma per musica, libretto di Pietro Metastasio, 1753, Roma)
- Le chiajese cantarine (opera buffa, libretto di Pietro Trinchera, 1754, Napoli; in collaborazione con Domenico Fischietti; rielaborazione de L'abate Collarone di Domenico Fischietti)
- La Rosmonda (opera buffa, libretto di Antonio Palomba, 1755, Napoli; in collaborazione con Carlo Cecere e Tommaso Traetta)
- Le finte magie (opera buffa, 1756, Napoli)
- I disturbi (opera buffa, 1756, Napoli; in collaborazione con Tommaso Traetta)
- La finta 'mbreana (opera buffa, libretto di G. Bisceglia, 1756, Napoli; in collaborazione con Pasquale Errichelli)
- La fante di buon gusto (opera buffa, libretto di Antonio Palomba, 1758, Napoli; ripresa anche come La furba burlata con aggiunte di Niccolò Piccinni e Giacomo Insanguine, 1760, Napoli)
- Le nozze (3º atto) (pasticcio, libretto di Carlo Goldoni, 1760, Palermo; 1º e 2º atto di Baldassarre Galuppi)
- Il Natale di Achille (azione drammatica, libretto di Giovanni Baldanza, 1760, Palermo)
- Perseo (azione drammatica, libretto di Giovanni Baldanza, 1762, Palermo)
- L'innamorato balordo (opera buffa, libretto di De Napoli, 1763, Napoli; in collaborazione con Giacomo Insanguine)
- Le viaggiatrici di bell'umore (opera buffa, libretto di De Napoli, 1763, Napoli; in collaborazione con Giacomo Insanguine)
- Il tempo dell'onore (componimento drammatico, libretto di Giovanni Baldanza, 1765, Palermo; in collaborazione con Antonino Speraindeo)
- La gelosia (dramma giocoso, 1765, Venezia)

### Altri lavori
- Il mondo trionfante nella concezione di Maria sempre Vergine (azione sacra, Brno, 1730)
- Oratorio in onore di Sant'Anna (oratorio, 1746, Napoli)
- Stabat mater in mi bemolle maggiore per soprano, contralto, 2 violini e basso continuo (1760, Palermo)
- Ester (oratorio, 1761, Catania)
- La spedizione di Giosue contro gli Amalechiti (oratorio, 1763, Palermo)
- Gesù presentato nel tempio (azione sacra)
- La tolleranza premiata (azione sacra)
- Stabat mater in sol minore per soprano, contralto, 2 violini, viola e basso continuo (così appare nel catalogo della Biblioteca del Conservatorio di Napoli, ma l'opera è di Caffaro!)
- Parafrasi dello Stabat mater in mi bemolle maggiore per soprano, contralto, tenore, 2 violini, viola, fagotto e basso continuo
- Vari salmi per soprano, contralto, tenore, basso, 2 violini e basso continuo
- Quartetto d'archi in re maggiore
- Concerto per flauto
- Sinfonia in re maggiore